# Araraquara
Pour les articles homonymes, voir AQA.
Araraquara est une ville brésilienne de l'État de São Paulo. Sa population était estimée à 230 770 habitants en 2017. La municipalité s'étend sur 1 006 km2.
Araraquara possède un aéroport (code AITA : AQA).

## Démographie
| Évolution de la population (municipalité) | Évolution de la population (municipalité) | Évolution de la population (municipalité) | Évolution de la population (municipalité) |
| Année                                     | Population                                |                                           | %±                                        |
| ----------------------------------------- | ----------------------------------------- | ----------------------------------------- | ----------------------------------------- |
| 1920                                      | 48 119                                    |                                           |                                           |
| 1940                                      | 67 724                                    |                                           | 40,7%                                     |
| 1950                                      | 62 688                                    |                                           | −7,4%                                     |
| 1960                                      | 82 898                                    |                                           | 32,2%                                     |
| 1970                                      | 100 438                                   |                                           | 21,2%                                     |
| 1980                                      | 128 122                                   |                                           | 27,6%                                     |
| 1991                                      | 166 731                                   |                                           | 30,1%                                     |
| 2000                                      | 182 471                                   |                                           | 9,4%                                      |
| 2010                                      | 208 662                                   |                                           | 14,4%                                     |
| 2022                                      | 242 228                                   |                                           | 16,1%                                     |
| ,                                         |                                           |                                           |                                           |

## Personnalités nées à Araraquara
- Careca (1960-), footballeur brésilien
- Dorival Júnior, entraîneur et ancien footballeur brésilien
- Roseli Gustavo (1971-), joueur de basket-ball, médaillé olympique
- Maurinho (1933-1995), footballeur brésilien
- Fernanda Venturini (1970-), joueuse brésilienne de volley-ball, médaillé olympique.